# Uno spicchio di tenebra
Uno spicchio di tenebra (The Dark Is Rising) è un romanzo di Susan Cooper, secondo capitolo del ciclo Il risveglio delle tenebre.

## Trama
Un giovane, Will Stanton,  viene incaricato da una organizzazione che serve la Luce, i Vetusti, di trovare Sei Segni per combattere il Signore della Tenebra, il Cavaliere Nero. Dopo aver ricevuto il primo Segno da uno dei Vetusti e essersi fatto dare un altro da un misterioso personaggio, l'Errante, Will legge il Libro di Negromanzia per imparare ad usare i suoi poteri da Vetusto. Riceve infine gli ultimi Segni e li usa per scacciare il Cavaliere. Infine, Will riunisce i Segni in una catenella e scopre l'esistenza di più oggetti del potere: un calice d'oro, un'arpa d'oro, una spada di cristallo e i Segni. Infine, torna a casa.

## Altri media
Nel 2007 il romanzo è stato adattato nel film Il risveglio delle tenebre diretto da David L. Cunningham. Tra le star Amelia Warner e Alexander Ludwig.